# Unterseeboot 960
L'Unterseeboot 960 ou U-960 est un sous-marin allemand (U-Boot) de type VIIC utilisé par la Kriegsmarine pendant la Seconde Guerre mondiale.
Le sous-marin fut commandé le 5 juin 1941 à Hambourg (Blohm + Voss), sa quille fut posée le 20 mars 1942, il fut lancé le 3 décembre 1942 et mis en service le 28 janvier 1943, sous le commandement de l'Oberleutnant zur See Günther Heinrich.
Il fut coulé par la marine américaine, l'aviation britannique et américaine en Méditerranée en mai 1944.

## Conception
Unterseeboot type VII, l'U-960 avait un déplacement de 769 tonnes en surface et 871 tonnes en plongée. Il avait une longueur totale de 67,10 m, un maître-bau de 6,20 m, une hauteur de 9,60 m et un tirant d'eau de 4,74 m. Le sous-marin était propulsé par deux hélices de 1,23 m, deux moteurs diesel Germaniawerft M6V 40/46 de 6 cylindres en ligne de 1 400 cv à 470 tr/min, produisant un total de 2 060 à 2 350 kW en surface et de deux moteurs électriques Brown, Boveri & Cie GG UB 720/8 de 375 cv à 295 tr/min, produisant un total 550 kW, en plongée. Le sous-marin avait une vitesse en surface de 17,7 nœuds (32,8 km/h) et une vitesse de 7,6 nœuds (14,1 km/h) en plongée. Immergé, il avait un rayon d'action de 80 milles marins (150 km) à 4 nœuds (7,4 km/h; 4,6 milles par heure) et pouvait atteindre une profondeur de 230 m. En surface son rayon d'action était de 8 500 milles nautiques (soit 15 700 km) à 10 nœuds (19 km/h).
L'U-960 était équipé de cinq tubes lance-torpilles de 53,3 cm (quatre montés à l'avant et un à l'arrière) et embarquait quatorze torpilles. Il était équipé d'un canon de 8,8 cm SK C/35 (220 coups) et d'un canon antiaérien de 20 mm Flak. Il pouvait transporter 26 mines TMA ou 39 mines TMB. Son équipage comprenait 4 officiers et 40 à 56 sous-mariniers.

## Historique
Il reçut sa formation de base au sein de la 5. Unterseebootsflottille jusqu'au 31 juillet 1943, puis il intégra sa formation de combat dans la 3. Unterseebootsflottille.
Sa première patrouille est précédée par de courts trajets de Kiel, Bergen et Narvik. Elle commence réellement le 18 août 1943 au départ de Narvik. D'une durée de 15 jours, l'U-960 patrouille en mer de Barents sans succès.
Sa troisième patrouille se déroule du 14 septembre au 10 octobre 1943, soit 27 jours en mer. L'U-960 opère dans les eaux Arctiques, jusqu'en mer de Kara. Le 30 septembre 1943 à 7 h 50, l'U-960 lance une attaque contre convoi VA-18 à 40 miles à l'ouest de l'île Rousski. Le navire soviétique Arkhangel´sk fut touché dans la cale numéro 2, le navire se brisa en deux et coula en cinq minutes, emportant 17 des 42 membres d'équipage. Les survivants ont été secourus par le dragueur de mine soviétique T-886 (n°31).
Le lendemain à 18 h 6, le sous-marin lança une deuxième attaque sur le convoi et il coula un navire de patrouille soviétique à 58 miles au nord-ouest de la péninsule de Michailov (en). En raison de l'obscurité et de la menace d'une autre attaque de sous-marins, aucune tentative de sauvetage n'a été entreprise par les autres navires du convoi. La totalité des 43 marins périrent.
Après un passage à Trondheim, l'U-960 commence sa troisième patrouille le 4 décembre 1943. Le sous-marin passe par la ligne GIUK et patrouille dans le trou noir de l'Atlantique. Le 16 janvier 1944, l'U-960 repère un navire marchand, traînard du convoi ON-219 à environ 900 milles à l'est du détroit de Belle Isle. L'U-Boot le torpille une première fois à 21 h 35. Une heure plus tard, il lui lance deux autres torpilles. Plus tard dans la nuit, l'U-960 lui tire deux coups de grâce qui le brisent en deux. Il n'y a pas de survivants. Après 62 jours en mer, il rejoint son port d'attache de La Pallice qu'il atteint le 3 février 1944.
Sa quatrième patrouille commence le 19 mars 1944. Le 27 mars, l'U-763 et l'U-960 sont attaqués par sept avions bombardiers Mosquitos (deux Mk.XVIII du 618 Sqdn et cinq Mk.VI du 248 Sqdn RAF) alors qu'ils étaient à un point de rendez-vous avec deux dragueurs de mines et quatre autres dragueurs de mines. Durant l'attaque, un homme d'équipage est tué et quatorze autres sous-mariniers, blessés, dont quatre gravement, y compris le commandant avec une blessure au-dessus du genou gauche. L'U-960 est contraint d'abandonner la patrouille en raison des pertes subies.
Il reprend la mer pour sa cinquième patrouille pour la Méditerranée le 27 avril 1944. Il double Gibraltar dans la nuit du 30 avril 1944.
 Le 17 mai 1944, cinq heures après le naufrage de l'U-616 au nord-ouest de Ténès, l'U-960 attaque sans succès le destroyer américain USS Ellyson au nord-ouest d'Alger. À ce moment-là, le destroyer abrite des survivants de l'U-616 à son bord.
À la suite de cette attaque, l'U-960 est chassé sans relâche jusqu'au 19 mai 1944, date à laquelle il est coulé au nord-ouest d'Alger, à la position 37° 20′ N, 1° 35′ E, par des charges de profondeur des destroyers américains USS Niblack, USS Ludlow (en), deux Wellington britanniques du 36 Sqn RAF M & U et un Ventura britannique du 500 Sqn RAF / V. 
31 des 51 membres d'équipage meurent dans cette attaque.

## Affectations
- 5. Unterseebootsflottille du 28 janvier 1943 au 31 juillet 1943 (Période de formation).
- 13. Unterseebootsflottille du 1er août 1943 au 19 mai 1944 (Unité combattante).

## Commandement
- Oberleutnant zur See Günther Heinrich du 28 janvier 1943 au 19 mai 1944.

## Patrouilles
|       | Commandant             | Départ            | Départ     | Arrivée            | Arrivée    | Jours     | Succès   |
| ----- | ---------------------- | ----------------- | ---------- | ------------------ | ---------- | --------- | -------- |
|       | Oblt. Günther Heinrich | 3 août 1943       | Kiel       | 6 août 1943        | Bergen     | 4 jours   |          |
|       | Oblt. Günther Heinrich | 12 août 1943      | Bergen     | 15 août 1943       | Narvik     | 4 jours   |          |
| 1     | Oblt. Günther Heinrich | 18 août 1943      | Narvik     | 1er septembre 1943 | Narvik     | 15 jours  |          |
| 2     | Oblt. Günther Heinrich | 14 septembre 1943 | Narvik     | 10 octobre 1943    | Narvik     | 27 jours  | 3 091    |
|       | Oblt. Günther Heinrich | 14 octobre 1943   | Narvik     | 16 octobre 1943    | Trondheim  | 3 jours   |          |
| 3     | Oblt. Günther Heinrich | 4 décembre 1943   | Trondheim  | 3 février 1944     | La Pallice | 62 jours  | 7 176    |
|       | Oblt. Günther Heinrich | 16 mars 1944      | La Pallice | 18 mars 1944       | La Pallice | 3 jours   |          |
| 4     | Oblt. Günther Heinrich | 19 mars 1944      | La Pallice | 27 mars 1944       | La Pallice | 9 jours   |          |
| 5     | Oblt. Günther Heinrich | 27 avril 1944     | La Pallice | 19 mai 1944        | Coulé      | 23 jours  |          |
| Total | Total                  | Total             | Total      | Total              | Total      | 150 jours | 10 267 t |

Note : Oblt. = Oberleutnant zur See

### OpérationsWolfpack
L'U-960 a opéré avec les Wolfpacks (meute de loups) durant sa carrière opérationnelle.
- Wiking (20 septembre – 3 octobre 1943)
- Coronel 1 (15–17 décembre 1943)
- Amrum (18–23 décembre 1943)
- Rügen 4 (23–28 décembre 1943)
- Rügen 3 (28–31 décembre 1943)

## Navires coulés
L'U-960 a coulé 2 navires marchands totalisant 9 656 tonneaux et 1 navire de guerre auxiliaire de 611 tonneaux au cours des 5 patrouilles (150 jours en mer) qu'il effectua.
| Date              | Nom               | Nationalité       | Tonnage | Convoi | Fait  | Localisation         |
| ----------------- | ----------------- | ----------------- | ------- | ------ | ----- | -------------------- |
| 30 septembre 1943 | Arkhangel’sk      | Union Soviétique  | 2 480   | VA-18  | Coulé | 76° 54′ N, 92° 29′ E |
| 1er octobre 1943  | T-896 (No 42)     | Marine soviétique | 611     | VA-18  | Coulé | 75° 28′ N, 83° 25′ E |
| 16 janvier 1944   | Sumner I. Kimball | USA               | 7 176   | ON-219 | Coulé | 52° 35′ N, 35° 00′ O |